# 1991年2月逝世人物列表
1991年逝世人物列表：1月 - 2月 - 3月 - 4月 - 5月 - 6月 - 7月 - 8月 - 9月 - 10月 - 11月 - 12月
1991年2月逝世人物列表，是用於匯總1991年2月期間逝世人物的列表。

## 依日期排序

### 1日
- 山姆·布西克，77歲，美式橄欖球運動員。[1]
- 卡羅爾·登普斯特，89歲，美國默片女演員[2]
- 倉俁史朗，56歲，日本室內設計師。[3]
- 吉米·麥克唐納，84歲，蘇格蘭裔美國配音演員（米老鼠）和音效設計師
- 赫茨爾·羅森布魯姆，87歲，立陶宛出生的以色列記者。
- 奧斯卡·魯道夫，79歲，美國電視導演
- 菲爾·沃森，76歲，加拿大冰球運動員和教練[4]

### 2日
- 陈遵妫
- 皮特·阿克塞爾姆，47歲，美國體育記者[5]
- 莫裡斯·G·伯恩賽德，88歲，美國政治家，美國眾議院議員（1949-1953，1955-1957）。[6]
- 洛朗·克里斯蒂安森，74歲，挪威奧運會自行車運動員（1948年，1952年）。[7]
- 傑克·多爾蒂，60歲，美國音樂家，心臟手術併發症。
- 艾倫·格林，79歲，英國政治家。
- 娜塔莉·金斯頓，85歲，美國女演員。[8]
- 佛朗哥·拉蒂尼，63歲，義大利演員和配音演員，中風。
- 豪伊·雷德，69歲，美國籃球運動員。[9]
- 斯坦尼斯拉夫·索羅金，49歲，蘇聯奧運拳擊手（1964年）。[10]
- 艾里內斯·喬伊·威肯斯，90歲，美國統計學家。[11]

### 3日
- 哈裡·阿克曼，78歲，美國電視製片人[12]
- 沃爾特·布朗，75歲，美國棒球運動員[13]
- 恩斯特·卡爾維茨基，81歲，德國足球運動員[14]
- 南希·庫爾普，69歲，美國女演員[15]

### 4日
- 約奧扎斯·巴圖西斯，81歲，立陶宛作家。[16]
- 鲍尔陶·卡罗伊，83歲，匈牙利游泳運動員[17]
- 約翰尼斯·普洛格，68歲，丹麥足球運動員。[18]
- 哈裡·蘭開斯特·托，92歲，美國政治家，美國眾議院議員（1943-1951）。
- 埃萊尼·斯庫拉，94歲，希臘政治家。

### 5日
- 佩德羅·阿魯普，83歲，西班牙耶穌會神父。[19]
- 勞倫斯·高因，72歲，英國藝術家，心臟病發作。[20]
- 迪恩·贾格尔，87歲，美國演員[21]
- 詹姆斯·L·奈特，81歲，美國報紙出版商。[22]
- 瑪格麗特·馮·奧文，86歲，德國秘書，7 月 20 日陰謀的同謀。

### 6日
- 約翰·保羅·埃爾福德，68歲，美國羅馬天主教主教。
- 薩爾瓦多·盧里亞，78歲，義大利裔美國微生物學家[23]
- 巴塞特·馬奎爾，86歲，美國植物學家，腎衰竭。
- 亞歷克斯·麥科爾，96歲，美國棒球運動員。[24]
- 喬治·麥克諾頓，93歲，加拿大冰球運動員。[25]
- 丹尼·湯瑪斯，79歲，美國演員[26]
- 瑪麗亞·讚布拉諾，86歲，西班牙作家。[27]

### 7日
- 奧托·弗里德里希·博爾諾，87歲，德國哲學家。[28]
- 喬治·迪托爾，84歲，美國棒球運動員[29]
- 約翰·華爾·伊格，89歲，美國蘇族演員[30]
- 維爾納·富特埃爾，84歲，德國演員。[31]
- 約翰·吉斯，76歲，巴布亞新幾內亞政治家，總督(1975–1977)。
- 唐·麥克杜格爾，73歲，美國電視導演[32]
- 珍-保羅·穆索，64歲，加拿大藝術家。[33]
- 約翰·史坦貝克四世，44歲，美國記者[34]
- 迪克溫斯洛，75歲，美國演員
- 阿莫斯·雅科尼，70歲，貝都因人——以色列軍官和公務員，癌症。

### 8日
- 阿里斯·T·艾倫，80歲，美國政治家，自殺。
- 小休伯特·摩斯·布列拉克，64歲，美國社會學家。[35]
- 米蘭·巴赫希，83歲，巴基斯坦板球運動員。[36]
- 西爾維奧·O·康特，69歲，美國政治家，美國眾議院議員（1959 年起）[37]
- 達芙妮·傑克遜，54歲，英國核物理學家，癌症。
- 詹姆斯·雅各比，57歲，美國橋牌選手，癌症。
- 卡西米爾·勒維，71歲，波蘭哲學家。[38]
- 埃文·勞德，64歲，英國政治家。
- 亞倫·西斯金，87歲，美國攝影師[39]

### 9日
- 詹姆斯克利夫蘭，59歲，美國福音歌手[40]
- 約翰·斯隆·迪基，83歲，美國學者。[41]
- 瓦爾特·克林，62歲，奧地利鋼琴家。[42]
- 近藤台五郎，83歲，日本足球運動員，顱內出血。
- 法蒂瑪·沙基爾·梅米克，87-88歲，土耳其政治家。
- 阿尔卡季·米格达尔，79歲，蘇聯物理學家，蘇聯科學院院士。[43]
- 薛愛華，77歲，美國歷史學家[44]
- 克里夫·肖，68歲，美國程序員。

### 10日
- 威廉·P·佛利二世，59歲，澳大利亞羅馬天主教大主教。.[45]
- 羅維·哈丁，89歲，威爾士橄欖球運動員。
- 柏納德·李，55歲，美國民權活動家，心力衰竭。
- 玛丽昂·罗珀，80歲，美國奧林匹克跳水運動員（1932 年）。[46]
- 馬歇爾·托可斯基，91歲，比利時鑽石切割師。[47]

### 11日
- 里卡多·古隆，82歲，西班牙作家。[48]
- 博胡米爾·庫德爾納，70歲，捷克斯洛伐克奧林匹克皮划艇運動員（1948 年、1952 年）。[49]
- 露絲蘭德斯，82歲，美國人類學家。[50]
- 皮特帕克，95歲，加拿大電台播音員。

### 12日
- 威廉·布林克曼，80歲，德國手球運動員[51]
- 劉鍇，83歲，台灣外交官，腦溢血。[52]
- 諾曼·費舍爾，74歲，紐西蘭拳擊手。
- 露絲·莫利，65歲，奧地利裔美國服裝設計師[53]
- 羅傑·派特森，22歲，美國貝斯手（無神論者），交通事故。
- 小羅伯特·瓦格納，80歲，美國政治家，紐約市市長[54]

### 13日
- 阿諾·貝克，90歲，德國建築師和雕塑家。[55]
- 貢納爾·胡爾特格倫，88歲，瑞典大主教。
- 弗拉維亞諾·拉博，64歲，義大利歌手[56]
- 羅恩·皮克林，60歲，英國體育評論員。
- 格奧爾格·莫裡茨，90歲，德國皇室成員，薩克森-阿爾滕堡家族首領（自1955年起）。
- 海因茨·威爾萊格，72歲，德國電影製片人。

### 14日
- 亞歷克斯·克拉克，74歲，美國政治家，頭部受傷。
- 菲利克斯·吉伯特，85歲，德裔美國歷史學家。[57]
- 帕夫薩尼亞斯·卡索塔斯，95歲，希臘陸軍將軍和政治家。
- 阿爾弗雷德·R·林德史密斯，85歲，美國社會學家。[58]
- 约翰·麦科恩，89歲，美國政治家，中央情報局局長（1961-1965）.[59]
- 金·斯拉文，62歲，蘇聯和俄羅斯畫家。
- 何塞·阿德姆，69歲，墨西哥數學家。

### 15日
- 弗吉尼亞·梅·布朗，67歲，美國公務員[60]
- 阿爾弗雷德·格萊斯納，82歲，德國政治家。
- 大衛·赫利希，60歲，美國歷史學家。[61]
- 比爾格·馬爾姆斯滕，70歲，瑞典演員。[62]
- 蒂莉·曼頓，80歲，美式足球運動員。[63]
- 喬治·莫托拉，71歲，美國唱片製作人。
- 歐內斯特·羅伯特·西爾斯，80歲，美國農業遺傳學家。
- 伊萬·什卡多夫，77歲，蘇聯將軍，交通事故。
- 厄爾·ET·史密斯，87歲，美國政治家和外交官。
- 伊斯特萬·施特克，90歲，羅馬尼亞足球運動員。[64]

### 16日
- 恩里克·貝穆德斯，58歲，尼加拉瓜士兵，被槍殺。
- 鮑勃·格丁斯，78歲，美國音樂家[65]
- 路易士·埃斯科瓦爾·柯克派翠克，82歲，西班牙演員和貴族。[66]
- 鮑比·梅普爾斯，48歲，美式橄欖球運動員
- 迪達爾·桑杜，48歲，印度民謠歌手和詞曲作者。

### 17日
- 吉塔·阿爾帕，88歲，匈牙利裔美國歌劇歌手。[67]
- 麥地那·古爾貢，65歲，伊朗-蘇聯詩人。
- 路易斯·凯尔索，77歲，美國經濟學家。
- 米羅斯拉夫·馬查切克，68歲，捷克斯洛伐克演員。[68]
- 讓·帕盧赫，67歲，法國足球運動員[69]
- 弗朗西斯·皮爾森，79歲，英國政治家和殖民地行政長官。
- 漢斯·蒂米格，90歲，奧地利演員和導演。[70]
- 特拉維斯·威廉姆斯，45歲，美式橄欖球運動員[71]

### 18日
- 弗朗切斯克·德·博爾哈·莫爾和卡薩斯諾瓦斯，87歲，西班牙語言學家。
- 尤金·福多，85歲，匈牙利裔美國作家。[72]
- 迪克·哈特，63歲，美國奧運會長跑運動員（1956年）。[73]
- 富爾克·沃爾溫，80歲，英國騎師。
- 章文晋，76歲，中國外交官。[74]

### 19日
- 法德·布朗，84歲，愛爾蘭政治家。
- 阿恩·克萊文，91歲，丹麥足球運動員。[75]
- 赫伯特·尼曼，55歲，德國奧運會柔道運動員（1964年）[76]
- 米爾頓·普萊塞特，83歲，美國物理學家。
- 弗朗西斯·D·勞伯，89歲，美國海軍陸戰隊軍士長。

### 20日
- 喬治·克拉克爵士，77歲，北愛爾蘭政治家。
- 伊莎貝爾·迪羅姆，90歲，加拿大作曲家。[77]
- 約翰·費澤，89歲，美國體育主管。[78]
- 尤金·福西，86歲，加拿大政治家。[79]
- 肯尼斯·H·傑克遜，81歲，英國語言學家。[80]
- 喬治·列儂，90歲，愛爾蘭裔美國佛教徒和共和黨領袖。

### 21日
- 朵洛西·奧奇特洛妮·格林，75歲，出生於英國的澳大利亞詩人[81]
- 约翰·谢尔曼·库珀，89歲，美國政治家和外交官，美國參議院議員[82]
- 瑪格·芳登，71歲，英國芭蕾舞演員[83]
- 奧斯卡·克利斯蒂安·岡德森，82歲，挪威政治家。
- 莫迪凱·伊什-沙洛姆，90歲，以色列政治家和勞工領袖。
- 努坦，54歲，印度女演員，乳腺癌。
- 弗雷德里克·J·波爾，101歲，美國作家。
- 阿卜杜拉赫曼·沙拉夫坎迪，69歲，伊朗作家。

### 22日
- 陈养山
- 拉迪斯拉夫·菲亞爾卡，59歲，捷克斯洛伐克啞劇。[84]
- 埃裡克·霍斯金，81歲，英國攝影師。
- 威廉·魯斯，80歲，美國作曲家[85]
- 吉米·帕蒂森，82歲，美國棒球運動員。[86]
- 阿塔納西·普羅托波佩斯科，90歲，羅馬尼亞足球運動員。

### 23日
- 約翰·阿爾弗雷德·漢娜，88歲，美國學者。[87]
- 阿格利耶萊昂，72歲，古巴作曲家和音樂學家。
- 萊奧·托馬斯·馬赫，75歲，美國羅馬天主教主教，腦癌。
- 戈斯塔·佩爾松，87歲，瑞典奧運會游泳運動員（1924年，1936年）。[88]
- 威廉·霍華德·塔夫脫三世，75歲，美國外交官，前列腺癌。

### 24日
- 喬治·卡普德維爾，91歲，法國足球裁判。
- 約翰·查理斯·戴利，77歲，美國記者和電視名人[89]
- 羅伯特·B·唐斯，87歲，美國作家和圖書館學家。[90]
- 喬治·戈貝爾，71歲，美國演員和喜劇演員。[91]
- 兼本新吾，58歲，日本聲優，腦出血。
- 斯圖爾特·莫裡斯，81歲，英國奧運水手（1948年）。
- 韋伯·皮爾斯，69歲，美國音樂家[92]
- 埃克托·里亞爾，62歲，阿根廷足球運動員。
- 吉恩·羅傑斯，74歲，美國女演員[93]
- 莉娜·沃隆吉，76歲，義大利女演員。
- 汉斯-约阿希姆·魏泽，78歲，德國奧運帆船運動員（1936年）。[94]

### 25日
- 約翰·鄧寧，74歲，美國電影剪輯師
- 斯韋雷·漢森，91歲，挪威奧運跳遠選手（1924年）。[95]
- 蘇萊曼·阿裡·納什努什，47-48歲，利比亞籃球運動員。
- 奧托·蒂布爾斯基，78歲，德國足球運動員。[96]
- 安德列·特普，65歲，加拿大歌手。

### 26日
- 伯納德·W·伯頓，92歲，美國電影剪輯師。
- 亞伯拉罕·夏裡特，73歲，荷蘭奧運會舉重運動員（1948年）。
- 史林·蓋拉德，80歲，美國音樂家[97]
- 杭立武，88歲，台灣外交官。
- 威廉·麥克馬洪，81歲，美國奧運會長跑運動員（1936年）。[98]
- 吉米·津恩，96歲，美國棒球運動員。[99]

### 27日
- 歐文·多爾蒂，61歲，美國體育教練[100]
- 弗洛倫斯·吉伯特，87歲，美國默片女演員。[101]
- 利奧·卡徹，79歲，美國記者[102]
- 馬蒂尼奧·達·科斯塔·洛佩斯，73歲，東帝汶宗教和政治領袖。
- 阿蒂·米切爾，45歲，美國色情作家[103]
- 鮑伯·韋勒，53歲，美國電子工程師

### 28日
- 萊因哈德·本迪克斯，75歲，德裔美國社會學家[104]
- 瓦西里·霍夫丁，76歲，芬蘭裔美國統計學家。[105]
- 列支敦斯登溫澤爾親王，28歲，列支敦斯登皇室成員。
- 聖莫納切西，81歲，義大利畫家。[106]
- 吉列爾莫·翁戈，59歲，薩爾瓦多政治家。[107]
- 維爾納·瓦格林，77歲，瑞士奧運會自行車運動員（1936年）。[108]